# Лејкангер
Лејкангер (норв. Leikanger) је насеље у Норвешкој, у оквиру покрајине Западне Норвешке и седиште је, али не и највеће насеље округа Согн ог Фјордане (то је суседни Ферде).
Према подацима о броју становника из 2011. године у Лејкангеру живи тек нешто више од 2 хиљаде становника, па је то најмање окружно средиште у Норвешкој.

## Географија
Град Лејкангер се налази у западном делу Норвешке. Од главног града Осла град је удаљен 380 km северозападно од града.
Рељеф: Лејкангер се налази на западном обали Скандинавског полуострва, у области Согн. Град се развио у узаном обалном подручју фјорда Согне. Око града се стрмо уздижу планине. Стога је насеље стешњено између мора и планина, надморске висине од 0 до 100 m.
Клима: Клима у Лејкангеру је умерено континентална са утицајем Атлантика и Голфске струје. Њу одликују благе зиме и хладнија лета.
Воде: Лејкангер се развио као морска лука на у оквиру највећег фјорда у Норвешкој, фјорда Согне, залива Северног мора.

## Историја
Први трагови насељавања на месту данашњег Лејкангера јављају се у доба праисторије. Данашње насеље основано је у средњем веку. Насеље никада није било велико, па никада није стекло градска права. Међутим, у окружењу без других већих насеља, већ средином 19. века наметнуло се као седиште новооснованог округа Согн ог Фјордане.

## Становништво
Данас Лејкангер има око 2 хиљаде. Последњих година број становника у граду стагнира.

## Привреда
Привреда Лејкангера се традиционално заснива на риболову и поморству. Последњих деценија значај седишта округа и установа округа је значајан за градску привреду.

## Збирка слика
- Лејкангер са планине
- Насељска црква
- Поглед на Согнефјорд из Лејкангера
- Парохијска управа Лејкангера